# Померания в раннее Средневековье
Померания в раннее Средневековье — период истории Померании с VII по XI век.

## Миграция
Модель расселения в Померании начала меняться в III веке. Процветающие материальные культуры римского железного века пришли в упадок. Лишь на некоторых территориях наблюдается преемственность этих культур вплоть до V—VI вв. Эти изменения связаны с миграционным периодом, когда германские племена мигрировали в сторону Римской империи.
V век знаменует собой кульминацию эпохи, которая характеризуется разрывом между позднейшими германскими и самыми ранними славянскими археологическими находками в Померании, который исследователи до сих пор не могут в достаточной мере объяснить.
Происхождение славянских племен в Померании является предметом постоянных дискуссий. Одна школа мысли, особенно популярная среди немецких исследователей, видит происхождение этих славян к востоку от Вислы и постулирует миграцию оттуда на запад в течение VI—VII веков. Однако это не объясняет огромного увеличения как населенной площади, так и числа поселенцев. Второе направление мысли, популярное среди польских исследователей, стремится доказать археологическую преемственность от культур римского железного века до средневековой славянской культуры. Третья гипотеза постулирует, что часть венедов была ассимилирована германскими племенами, а остальные стали славянами. Единого мнения по этому вопросу нет.

### Появление древних славян

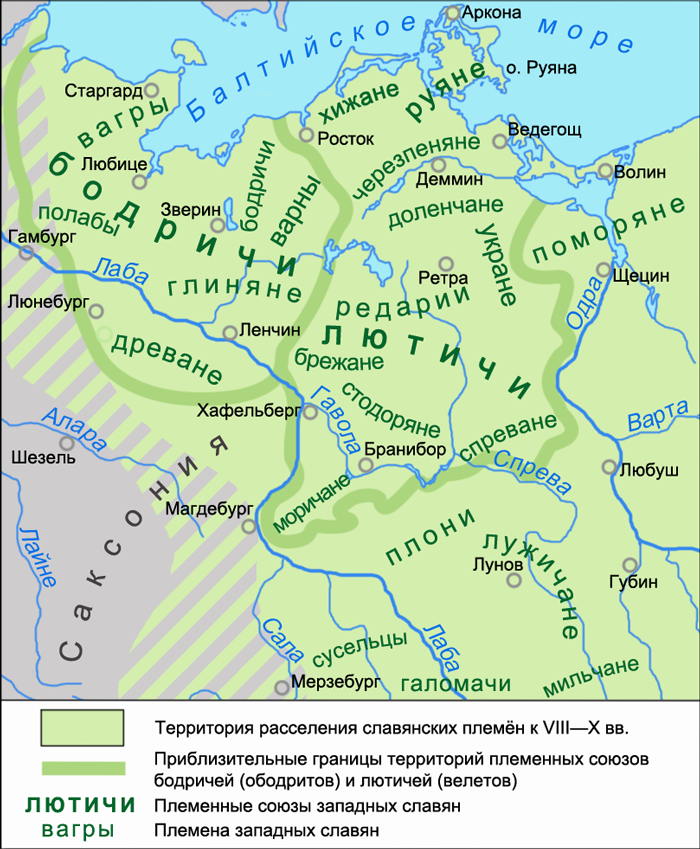
Расселение западнославянских племён

Первое появление славян в этом районе до сих пор неясно и связано с вопросом об общем этногенезе славян. Согласно немецкой историографии, иммиграция славян произошла между 650 и 850 годами нашей эры, сначала достигнув южных частей материка, Узедома и Воллина в конце VIII в. и Рюгена в IX в. С другой стороны, польская историография подчеркивает связь между культурами римской эпохи и более поздним, явно славянским населением.
Первыми археологическими находками славян в районе Одера является керамика суковского типа, датируемая VI или началом VII века. Тип Зукова также известен как группа Pукова-Шелиги, тип Деза и тип Дзедзице. Эти находки связаны с первой волной миграции из современной Юго-западной Польши. Для некоторых областей непрерывное заселение от римской к славянской эпохе предлагается на основе анализа переходов названий пыльцы. Дальняя Померания и Померелия, по-видимому, в этот период не были заселены. Археологические исследования в Померелии менее обширны, чем в Дальней Померании. Ранее предполагалось, что последующие появления новых материальных культур были связаны с другими волнами миграции, но в настоящее время это интерпретируется как простая передача технологий.
Славянская керамика фельдбергского типа, найденная в районе Одера до реки Персанте, а также в Мекленбурге и Бранденбурге, датируется VII и VIII в. Керамика Фельдберга преобладает к западу от Одера с середины 8 века, за исключением Северо-Западной Померании. Некоторые исследователи связывают этот тип керамики с последующими волнами миграции из Силезии, Богемии и Малой Польши.
Анонимный средневековый документ баварского географа, составленный в 830 году в Регенсбурге, содержит список племен Центрально-Восточной Европы к востоку от Эльбы. В нём среди прочего упоминаются Ууилчи (велеты) с 95 цивитас, Нортабтрези (ободриты, 53), Милцане (мильчане, 30) и Хехфельди (гавеляне, 14).
Поморье также было заселено славянами в 7-м и 8-м веках. Основываясь на археологических и лингвистических данных, были выдвинуты две гипотезы: поселенцы двигались на север вдоль реки Вислы либо они были велетами, которые шли на запад от дельты Вислы.
Славянские поселения распространились на Западную Померанию в IX в., и, возможно, уже в VIII в. Плотное заселение славян до IX века особенно маловероятно для северных районов, где находки фельдбергской керамики очень редки. Однако керамика Фризендорфа, которая стала популярной в течение IX в/, также в изобилии встречается в северо-западной Померании..
Вскоре после расселения славян были построены укрепленные стенами из дерева и глины гарды. Одним из старейших гардов является цитадель Драговита, короля Велети, которая стала целью экспедиции под руководством Карла Великого в 789 году и, как полагают, находится в современном Форверке недалеко от Деммина. Славяне смоделировали свои города и вооружение в соответствии со стандартами Западной и Центральной Европы, однако в 8-м и 9-м веках плотность городов в Мекленбурге и Померании стала исключительно высокой по сравнению с другими территориями.

### Племенное и территориальное устройство
К IX—XI в. регион был населеён различными племенами, принадлежащими к лехитской группе западных славян. Небольшие племена, жившие к западу от реки Одер, были известны под общим названием «Велети» (Wilzi), с конца 10 века как «Лютичи» (Lutici), племена дальше на восток как «Померанцы». Другое отдельное племя, рани, жило на острове Рюген и прилегающем материке. Эти племена говорили на полабском (велети, рани) и близкородственных померанских (померанских) диалектах. Во франкском документе под названием «Баварский географ» (ок. 845 г.) упоминаются племена волинцев (велунзани), пирицанов (приссани), украни (укри) и велети (вилци) в нижнем течении Одера.
Между Одером и Вислой проживало не менее десяти померанских племен с 9 по 11 век. Неизвестно, образовывали ли эти племена когда-либо племенной союз. Также возможно, что по обе стороны реки племена с самого начала были разделены на восточную и западную померанские группы, причем последняя, возможно, была связана с велети.i.
Поселения отдельных племен были отделены друг от друга и от соседей обширными лесными массивами. В 1124 году Оттону Бамбергскому потребовалось три дня, чтобы пересечь леса, отделяющие поморцев от соседних поляков.
Среди различных померанских племен территория волынцев была самой маленькой, но и самой густонаселенной, примерно одно поселение на каждые четыре квадратных километра, около 1000 г. н. э. Напротив, другим племенем, явно упомянутым в современных хрониках, были пирицаны, которые населяли территорию вокруг Пирица и Старгарда, но чьи поселения насчитывали примерно одно на каждые двадцать километров. Центром Волинской территории был город, расположенный на месте современного города Волин (Воллин) на острове Волин (Воллин). В городе жили русские, саксонские и скандинавские купцы.
Племена лютичей в 983 году сформировали лютицианскую федерацию, в которую вошли циркипаны, кессиниане, редарианцы и толленцы, а также, вероятно, хевелли и рани. Волынцы также сыграли важную роль. В разное время они были как союзниками, так и военными целями Священной Римской империи и Польши. Федерация пришла в упадок в 1050-х годах из-за внутренней борьбы.
Есть немногочисленные записи о герцогах в этой области, но нет записей о расширении их герцогств или каких-либо династических отношениях. Первое письменное упоминание о любом местном поморском правителе — это упоминание Земузила (в польской литературе также называемого Семомыслом) в 1046 году на имперском собрании. «Dux Pomorie» записан для 997 года в биографии Адальберта Пражского XIII века, который, скорее всего, находился в Гданьске (Данциге). В другой хронике, написанной в 1113 году Галлом Анонимусом, упоминаются несколько герцогов Померании: Свантибор, Гневомир и неназванный герцог, осажденный в Колобжеге. Упоминание о битве между померанцами, поляками и венграми в Gesta Hunnorum et Hungarorum, принятое более ранними историками как историческое, было идентифицировано как средневековый фольклор, поскольку автор Симон де Кеза перепутал исторические события с легендами. В этой хронике 13-го века сообщается, что более поздний венгерский король Бела I бежал к Мешко II в Польше (ошибочно принят за Казимира I) и победил на дуэли поморского герцога («Pomoranie ducem»). В «Анналах Пегау» (Annales Pegaviensis), написанных в 1150 году, упоминается Wilk de Posduwc (Волк из Пасевалька) как один из дедов основателя аббатства Пегау, а затем маркграфа Мейсена Випрехта фон Гройча, родившегося в 1050 году. В анналах говорится, что Уилк был «Pomeranorum primatum». оскольку считается, что самые старые части этих анналов напоминают «легендарные сказки», неясно, является ли Уилк исторической или легендарной фигурой. Поморский историк Адольф Хофмайстер предположил, что в записи, тем не менее, может быть доля правды, но в этом случае он рассматривает Вилка не как универсального правителя Померании, а как местного или подчиненного князя.

### Языки
К западным славянам относились предки народов, позже известных как поляки, померанцы, чехи, словаки и полабы. К северной так называемой лехитской группе относятся, наряду с польским, мертвые полабский и поморский языки. Языки южной части полабского ареала, сохранившиеся сегодня как реликвии в Верхней и Нижней Лужице, занимают место между лехитской и чехословацкой группами.

### Религия

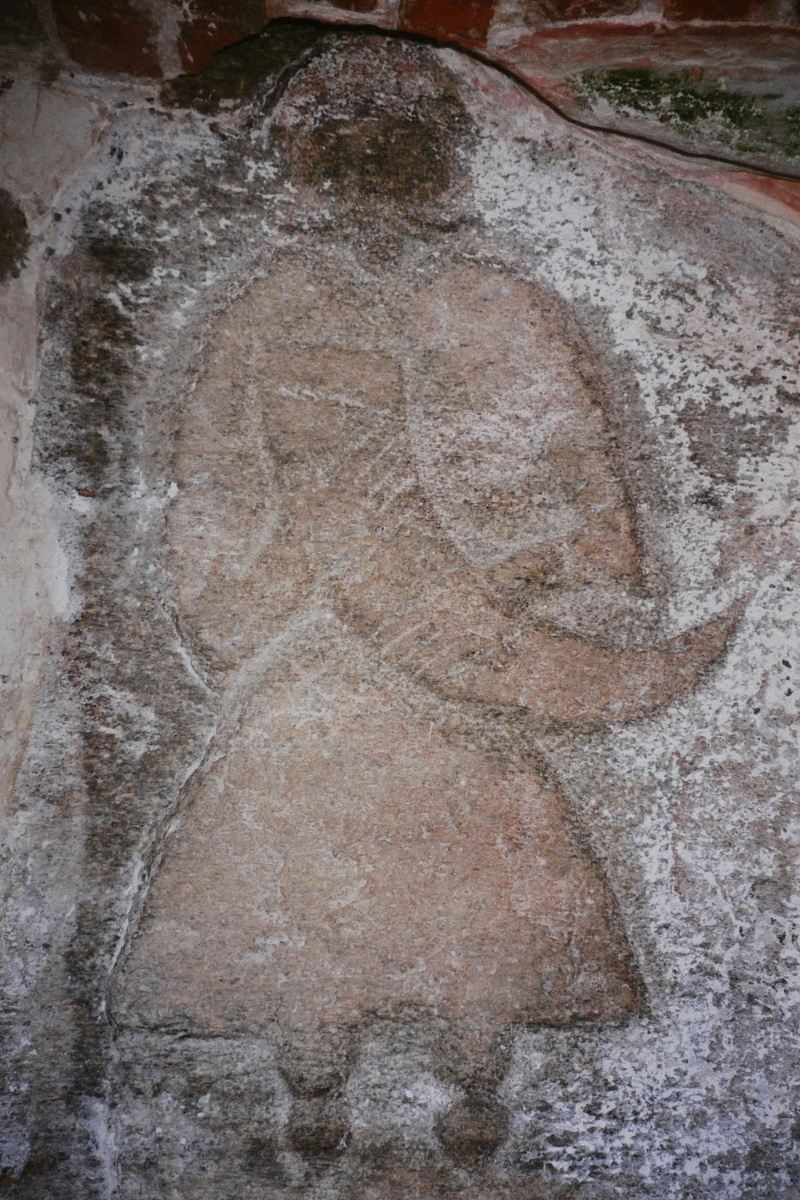
Жрец Свантевита. Изображение на камне

В средние века померанцы, лютицы и рани поклонялись богам славянской мифологии: богам поклонялись в храмах, священных рощах, священных деревьях и священных источниках. Жречество было могущественным классом общества. Старейшины собирались в священных местах. Важные решения принимались только после обращения к оракулу. Среди оракулов были оракулы по лошадям в Щецине и Арконе.
Известными храмовыми местами были:
- Аркона (храм Свантевита)
- Чаренца (многочисленные храмы, например, Поренут, Ругиевит)
- Гютцков
- Вольгаст (храм Яровита)
- Воллин (поклонение идолу, известному как «Железное копье Цезаря»)[25]
- Щецин, от двух до четырёх храмов, в первую очередь храм Триглава и священного дерева грецкого ореха[24][25]

## Появление скандинавов

Расселение викингов

Скандинавские поселения эпохи викингов были основаны вдоль южного побережья Балтийского моря, в первую очередь для торговых целей. Их появление совпадает с расселением и закреплением на соответствующих территориях славянских племен. Скандинавы имели контакты со славянами с момента их иммиграции, за этими первыми контактами вскоре последовало строительство как скандинавских торговых центров, так и славянских городов в их окрестностях.
Скандинавские поселения были крупнее раннеславянских, их ремесленники имели значительно более высокую производительность, и, в отличие от ранних славян, скандинавы были способны к мореплаванию. Неизвестно, были ли эмпории каким-то образом интегрированы в формирующиеся племенные организации славян, однако считается достоверным, что они были очень важными центрами силы.
Однако их значение для торговли со славянским миром ограничивалось прибрежными районами и их внутренними районами, в то время как импортные товары, связанные со скандинавской торговлей, были обнаружены в районах между побережьем Балтийского моря, Мекленбургским поозерьем и Поморской цепью озёр, что свидетельствует о контактах с далекими славянскими племенами. районы южнее отсутствуют.

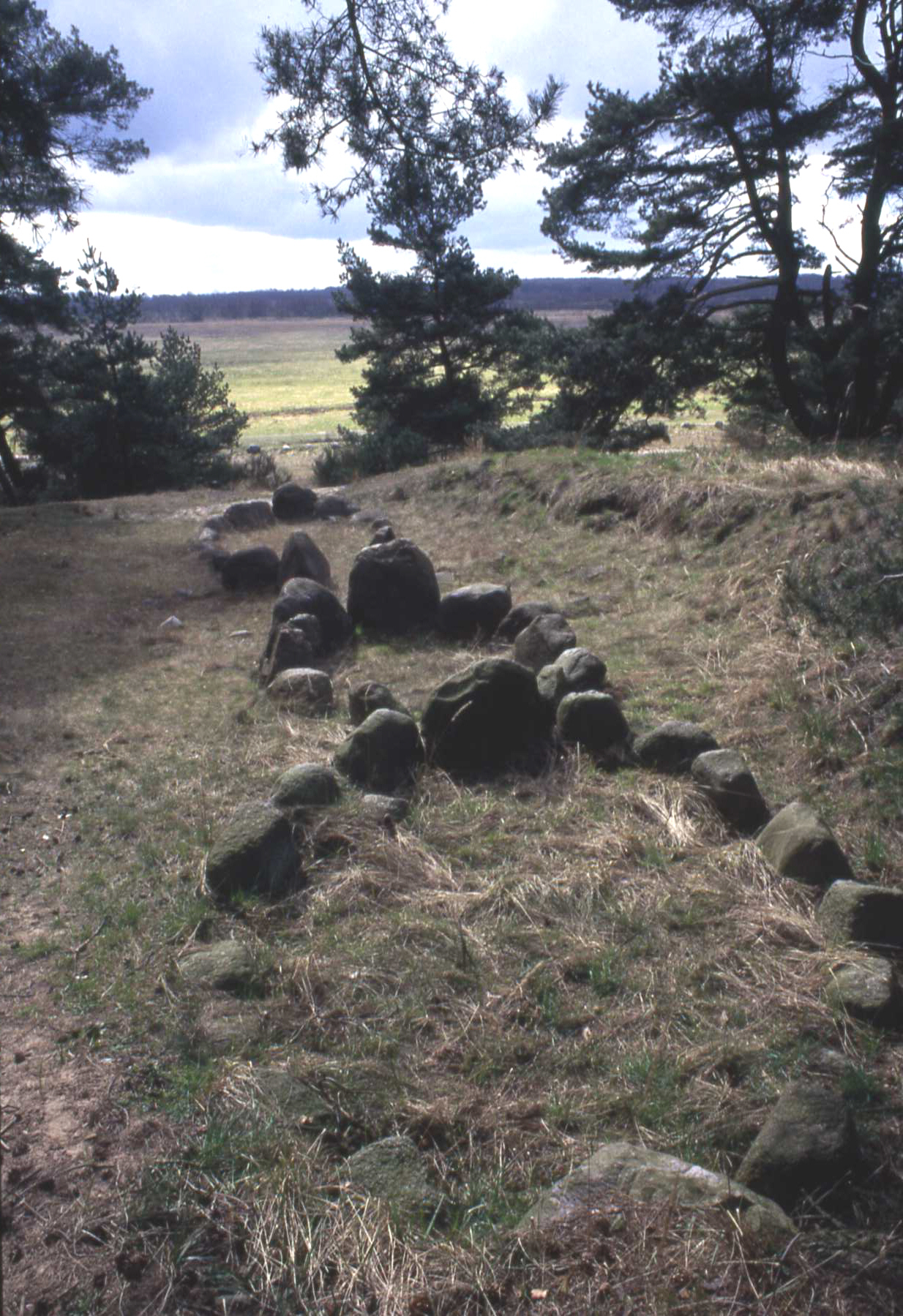
Каменные корабли

Скандинавские поселения на побережье Померании включают Воллин (на острове Воллин), Ралсвик (на острове Рюген), Альтес Лагер Менцлин (в нижнем течении реки Пене), и Барды-Свелюбие недалеко от современного Колобжега. Мензлин был основан в середине 8 века. В Воллине приморские укрепления датируются началом 10 века, но также были обнаружены остатки более старых укреплений, что, вероятно, указывает на более ранний город с прилегающим к нему открытым поселением. Воллин и Ралсвик начали процветать в течение IX века.
Барды-Свелюбие отличаются от других торговых центров: расположение довольно далеко от береговой линии, а Барды были построены до 800 г., что делает их одним из первых славянских городов в прибрежной зоне. Археологические находки указывают на участие в каролингской торговле, но свидетельства неславянского присутствия отсутствуют. В 9 веке это место заселили скандинавы (мужчины и женщины), о чём свидетельствует соседнее могильное поле Хюгельграб в Свелюбе. Точное место поселения, внутри или рядом с городом, ещё не определено. Славянский город как предшественник скандинавского поселения больше нигде не наблюдается, за возможным, но пока не очевидным исключением Воллина.
Было также предложено торговое поселение недалеко от Арконы, но никакие археологические данные не подтверждают эту теорию. Рерик, ранее находившийся в Рерике на полуострове Фишланд-Дарс-Цингст в Западной Померании, недавно был идентифицирован как Гросс-Стремкендорф на восточном побережье залива Висмар в Мекленбурге. Рерик был основан около 700 года, но после более поздней войны между ободритами и датчанами купцы были переселены в Хайтабу.
Точный этнический состав поселений определить невозможно, считается, что они носили многоэтнический характер — помимо скандинавов предполагалось присутствие славян и фризов. Скандинавское присутствие проявляется в артефактах, погребальных обрядах и типах домов..
Ранние торговые центры, такие как Мензлин и Дирков (к западу от границы с Померанией, недалеко от Ростока), достигли своего пика уже в 9 веке, импортных товаров 10 века не обнаружено. Барды-Свелюбе были освобождены в конце 9 века, когда новым центром региона стало славянское поселение Колобжег. Ральсвик пережил новое тысячелетие, но к тому времени, когда письменные хроники сообщали об этом месте в 12 веке, оно потеряло все свое значение. Воллин был разрушен датчанами в XII веке. Скандинавские наконечники стрел 8-го и 9-го веков были найдены между побережьем и цепями озёр во внутренних районах Мекленбурга и Померании, что указывает на периоды войн между скандинавами и славянами.

## Торговля и пиратство
Скандинавские эмпории и крупные славянские города создавались в основном на пересечениях дальних торговых путей. Такие торговые пути проходили вдоль реки Висла, доходя до побережья в Трусо и Гданьске; вдоль западного берега Одера, идущего из района Дуная и Моравии и разветвляющегося к северу от Шведта, при этом восточная развилка проходит через Щецин и достигает моря в Воллине, а западная развилка проходит через Менцлин и достигает моря в Вольгасте и Узедоме. Пути из Праги и западных частей Священной Римской империи сходились в Магдебурге, который, в свою очередь, соединялся с Мекленбургом и Рериком северным путем, с Деммином и Менцлином — северо-восточным путем, а с Одерским путем — восточным путем, проходившим через Укермарк. Другой торговый путь соединял Мекленбург и Рерик с Узедом и Воллином, проходя через Верле, Люхов, Даргун, Деммин и Менцлин..
Из прибрежных торговых центров эти пути соединялись с морскими торговыми путями Балтийского моря. Суда, построенные для мореплавания, также могли плавать в нижнем течении реки Рекниц, Пенестрома и нижнего течения реки Пене до Деммина и по реке Одер до Силезии. Уже в IX веке использовались деревянные и водонепроницаемые контейнеры, которые можно было легко перевозить как на повозке, так и на корабле.
Торговля, грабеж и пиратство не исключали друг друга, а были тогда двумя сторонами одной медали. Обменял ли кто-то или украл, зависело от его собственной военной мощи или защиты по сравнению со способностями встречной стороны. Славянское пиратство, особенно из Рюгена и Воллина, достигло своего апогея в 11 веке. Дания, будучи главной целью, предприняла несколько экспедиций, чтобы остановить это пиратство, таких как экспедиция, направленная на Воллин и устье Одера под руководством короля Магнуса в 1043 году, и несколько экспедиций, инициированных Эриком Эджегодом, отцом Канута Лаварда, в конце XI века. век.
Основными предметами торговли были домашний скот, особенно лошади; пшеница, мед, воск и соль; молоть и жернова; ювелирные изделия и предметы роскоши, такие как жемчуг и изделия из стекла, полудрагоценных камней, золота, серебра и янтаря; оружие и рабы. Приобретение добычи и захват людей для работорговли были основными целями войны во многих походах и экспедициях славянских племен и захватчиков из-за пределов Померании. Кроме того, купеческие караваны не только занимались работорговлей, но и захватывали людей для продажи в рабство.
Если не обменивались товарами равной стоимости, в качестве оплаты использовали холст, железо и серебро. Железо отливалось в нефункциональные кинжалы, лопаты и топоры, а серебро использовалось либо для чеканки монет, либо в виде рубленых серебряных изделий (включая украшения и монеты). До 950 г. серебряные монеты возникали в основном в Аравии, после 950 г. они использовались вместе с западноевропейскими монетами, которые с конца X века в значительной степени заменили арабские. Кроме того, монеты, отчеканенные в Хайтабу, широко использовались в западных регионах Померании вплоть до нижнего региона Одера.

## Северная и Биллунговая марки (936—983)

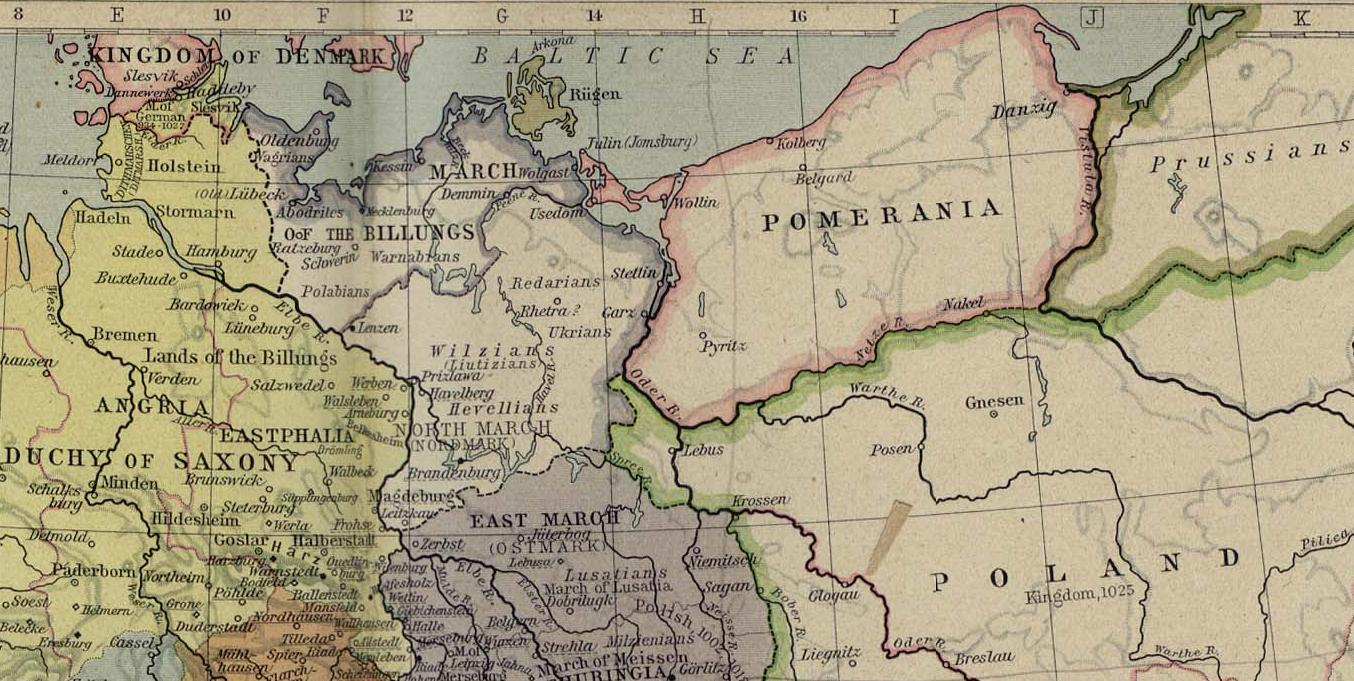
Север Центральной Европы, 919—1125 гг. Марка Биллунгов, Северная марка (фиолетовый) и независимые поморские области (розовый).

В 936 году территория к западу от реки Одер была включена в Марш Биллунгов (к северу от реки Пене) и Северный марш (к югу от реки Пене) Священной Римской империи. Соответствующими епископствами были Гамбургско-Бременская епархия и Магдебургская епархия. В битве при Рекнице («Ракса») в 955 году немецкие войска и силы рани под командованием Оттона I из Германии подавили восстание ободритов в марке Биллунг, спровоцированное Вихманом Младшим и его братом Эгбертом Одноглазым. В 983 году, область восстановила независимость в результате восстания, инициированного Лютицианской федерацией. Маркграфы и епископы поддержали свои требования, но не смогли их подкрепить, несмотря на различные экспедиции. Аналогичная инициированная Свеном Форкбердом языческая реакция в Дании между 976 и 986 годами вынудила его отца Харальда Синезубого сослаться в Воллин.

## Польские походы
Первый задокументированный польский князь Мешко I вторгся в Померанию и приобрел город Колобжег и прилегающие территории в 960-х годах. Он также сражался с волынянами, но, несмотря на выигранную битву в 967 году, ему не удалось расширить свои померанские владения. Его сын и преемник Болеслав I продолжал кампанию в Померании, но также не смог подчинить себе волынцев и районы нижнего Одера.
Во время Гнезненского конгресса в 1000 году нашей эры Болеслав создал первое, но недолговечное епископство в Померании, Колобжегскую епархию (Кольберг), подчиненную Гнезненской архиепископии во главе с саксонским епископом Рейнберном, которая была разрушена, когда померанцы восстали в 1005 году. Из всех лютицев волынцы были особенно привержены участию в войнах между Священной Римской империей и Польшей с 1002 по 1018 год, чтобы помешать Болеславу I восстановить своё правление в Померании.

## Союз немцев и лютичей
После восстания 983 г. император Священной Римской империи Оттон III стремился восстановить свои походы и поддерживал хорошие отношения с пястовской Польшей, которая должна была быть интегрирована в реорганизованную империю («renovatio imperii Romanorum»). Эти планы, достигшие апогея на Гнезненском конгрессе в 1000 г. н. э., были сорваны смертью Оттона в 1002 г., последующим быстрым расширением владений Пястов и последующими изменениями в польской политике. После завоевания Богемии, части Венгрии и Киева Болеслав I из Польши отказался дать присягу преемнику Оттона, Генриху II, и вместо этого вступил в союз с немецкими герцогами и маркграфами, противостоящими Генриху. Таким образом, Генрих в качестве дани предложил союз лютикам, когда он встретился с их представителями в Хофтаге в Мерзебурге 28 марта 1003 года.
Однако часть немецкого духовенства и дворянства не одобряла этот союз, потому что он мешал их стремлениям реинтегрировать лютикийские территории в свои марши и епископства. Среди тех, кто не одобрял этого, был Титмар Мерзебургский, современный летописец, которому мы владеем сообщениями о последующих событиях. Во время экспедиции в Польшу в 1005 году христианская немецкая армия была «шокирована», когда появились лютики-язычники, неся с собой своих идолов. Многие из дворян, которым Генрих приказал сразиться с Болеславом, всего за несколько лет до этого были вовлечены в германо-польский союз, сражаясь с лютиками и устраивая браки с Домом Пястов. IВ другой экспедиции в 1017 году, когда Герман Биллунг командовал армией, состоящей из нескольких лютикийских отрядов, один из людей Биллунга бросил камень в идола лютикийской богини, в результате чего Генриху пришлось заплатить лютикам двенадцать фунтов серебра. Болеслав, с другой стороны, подготовил антилюцианский союз, который он назвал «братством во Христе», но в то же время пытался подкупить лютицианцев и заставить их совершать нападения на империю. В 1007 г. лютики сообщили Генриху о взяточничестве, а в 1010 г. гевеллианские ренегаты были схвачены войсками Генриха, что указывает на то, что предложения Германии и Польши, по крайней мере, в некоторой степени разделили лютиков.
В 1012 г. в Амберге был возобновлен германо-лютикийский союз 1003 г. В 1017 году, после того как идол лютикийской богини был потерян, когда немецкие и лютикийские отряды пересекли реку Мульде во время наводнения, лютики покинули экспедиции и провели собрание по вопросу о том, следует ли продолжать союз после этого предзнаменования, хотя в конце концов они решили в пользу союза, внутреннее разделение лютиков в этом случае снова стало очевидным.
Союз распался, когда преемнику Генриха Конраду II удалось подчинить себе Польшу, которую затем возглавил преемник Болеслава Мешко II. Начиная с 1129 года, несколько имперских кампаний с участием датчан и киевлян завершились Мерзебургским миром, заключенным в 1033 году. Таким образом, с польской угрозой была устранена основная предпосылка для германо-люцианского союза, и в том же году начались военные действия.

## Упадок лютичей и экспансия бодричей
В 1056/57 г. федерация лютичей распалась во время гражданской войны («Lutizischer Bruderkrieg»). Расширяющееся государство ободритов, возглавляемое Готшалком и поддерживаемое датчанином Свеном Эстридсоном, тестем Готшалка, и саксонским герцогом Бернхардом II, участвовало в Лютикийской войне и включило Кессинианскую территорию и Цирципанию в 1057 году. В то время как государство ободритов было временно ослаблено восстанием 1066 года, которое стоило жизни Готтшалку, Бурхард I, епископ Хальберштадта, вторгся в лютицианские владения зимой 1067/68 года, совершил набег на их столицу Ретру и захватил священного коня, самого важного оракула Ретры. , и поехал на нем в Хальберштадт. Зимой 1069 года Генрих IV, император Священной Римской империи, снова совершил набег и разграбил местность.
Однако внутренние разногласия помешали империи продолжать дальнейшие завоевания, и в 1073 году Генрих IV, а также его саксонские противники предложили лютикам союзы, перебивая друг друга, с выгодными условиями и преимуществами. В результате лютики не вступили в союз ни с одной из сторон, а вместо этого начали новую гражданскую войну из-за того, какой союз им следует заключить. Кроме того, Болеслав II из Польши также агитировал лютицианцев за присоединение к антигерманской коалиции с Данией. Как следствие, военная мощь лютичей была полностью истощена в течение XI века. В 1093 году Гельмольд Босавский сообщил, что среди прочих лютичи, поморяне, и руяне платили дань королю бодричей Генриху.